# ليريكال بالادز

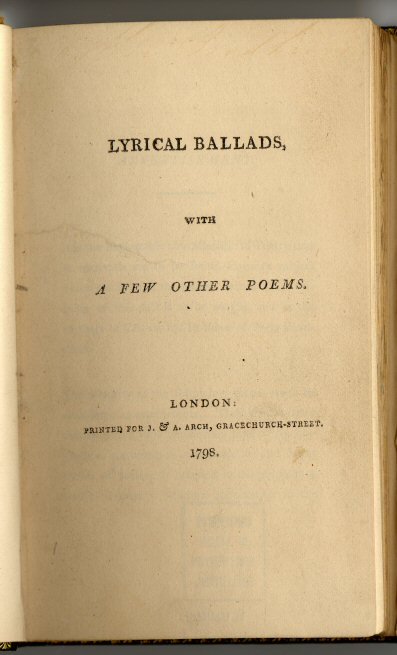
ديوان «الأناشيد الغنائية» Lyrical Ballads، كتابة ويليام وردزوورث وصمويل تايلور كوليردج. قصائد غنائية مع بعض القصائد الأخرى. لندن، 1798.

ليريكال بالادز (بالإنجليزية: Lyrical Ballads) وتعني بالعربية «الأناشيد الغنائية» أو «ترنيمات غنائية» أو «قصائد غنائية»، العنوان الكامل هو  قصائد غنائية، مع عدد قليل من القصائد الأخرى (بالإنجليزية: Lyrical Ballads, with a Few Other Poems)، هو ديوان ألفه كل من ويليام ووردزوورث وصمويل تايلور كوليردج بالتشارك، نُشِر لأول مرة في عام 1798 واُعتبِرَ عمومًا بداية الحركة الرومانسية في الأدب الإنجليزي؛ إذ تكلما فيه عن المذهب الرومانسي في الأدب وكيفية الخروج عن الأغراض والمعاني القديمة في الشعر والتي اتبعها الكلاسيكيون، أمثال شكسبير في الأدب الإنجليزي ونيكولا بوالو بالفرنسية. كان تأثير القصائد على النقاد بسيط، إلا أنها أصبحت وما زالت علامة بارزة في الأدب الإنجليزي؛ وذلك لأنها غيرت مسار الأدب عامة والشعر خاصة. تطرقت القصائد إلى قضايا إبداعية ونقدية لفتت إليها الأنظار. يهدف الديوان في مضمونه إلى التجديد الأدبي، داعياً إلى حياة الطبيعة هائماً فيها كما كل الأشعار المصبوغة بصبغة المدرسة الرومانتيكية.
كتب وردزوورث معظم القصائد في طبعة عام 1798، حيث ساهم كوليردج بأربعة قصائد فقط في المجموعة (على الرغم من أن قصائد كوليردج تتألف من ثلث الكتاب تقريباً)، بما في ذلك قصيدة البحار العجوز، وهي إحدى أشهر أعماله.
نُشرت الطبعة الثانية في عام 1800، تضمنت قصائد إضافية لوردزوورث، كما كُتِبَ فيها مقدمة تفصيلية عن المبادئ الشعرية الجديدة المُعلنة. بالنسبة لطبعة أخرى والتي نُشرت في عام 1802، أضاف وردزوورث ملحقًا بعنوان «الإلقاء الشعري» (بالإنجليزية: Poetic Diction) والذي وسّع فيه الأفكار الواردة في المقدمة. نُشرت الطبعة الثالثة عام 1802، كما وضع إضافات جوهرية إلى «المقدمة»، نُشرت الطبعة الرابعة عام 1805.

## لمحة عامة
غالباً ما تُعرَّف الرومانسية بأنها حركة أدبية ثورية مُباينة للأفكار السابقة المنبثقة من كُتّاب وأدباء القرنين السابع والثامن عشر؛ إذ أكّد الكُتّاب الآخرين بأن العقل والمادة هما الأهم في الإدراك البشري، بينما أكّد الكُتّاب الرومانسيون (ووردزوورث، وكوليريدج، وشيلي، وكيتس، وبايرون) على أن التجربتين الشخصية والذاتية هما أكثر أهمية من العقل. سعى الكتاب الرومانسيون إلى الحرية بينما أراد الناس في القرن الثامن عشر القواعد.
تلقى وردزوورث تعليمه في جامعة كامبريدج، ولكن وسط اضطرابات الثورة الفرنسية، لجأ إلى فرنسا، وهناك ذاق الحياة السعيدة لفترة قصيرة، ثم غرق في مرارة الخيبة، أما كوليريدج، تخلى عن مساعيه الأكاديمية في النهاية، كان في البداية باحثًا في كامبريدج. لقد وقعت حياة هؤلاء النجوم الرومانسيين في شرك أشواك الشدائد، إلا أن عذابهم تجاوز عالم المعاناة العادي. كان طموحهم النبيل هو الصعود إلى ما هو أبعد من الدنيوي، كان الأمل في حياتهم كتابة الشعر والهروب من الواقع، وفي عام 1795، تلاقت مساراتهما، وأشعلت منارة الأمل وسط وجودهما الكئيب. وصف كوليردج صديقه وردزوورث لقب «أفضل شاعر في هذا العصر»، بعد أن تفحص جوهر شعره خلال فترة دراسته الأكاديمية.
في النسيج المعقد للإبداع الشعري، تُنسج ببراعة الخيوط الرقيقة لتجارب الشاعر الشخصية وعواطفه، ومع ذلك، يتعين على الشاعر أن يتجاوز المساعي الدنيوية للوجود المادي قبل الانخراط في التأليف، هذه الحالة المتعالية، المولودة من التأمل، تلخص أعلى مستوى روحي؛ وهكذا، فإن الشاعر، وإن لم يكن متميزًا بطبيعته عن زملائه في الجوهر، يرتقي إلى عالم الصقل الروحي، بينما يمتلك الشعراء في الواقع دقة فريدة في الملاحظة وبلاغة في التعبير، فإن هذا لا يجعلهم متفوقين على أي شخص آخر كإنسان. في العالم الأثيري للتعبير الأدبي، سعى كوليردج ووردزووث إلى إضفاء فلسفات عميقة ضمن حدود البساطة، وبالتالي حفر بصمتهما التي لا تمحى على سجلات الخطاب المجتمعي، وفي خضم التيارات الفكرية في عصرهم، أبحروا ببراعة، واعتنقوا مُثُل التأمل الطبيعي والتحرر الفردي باعتبارها حجر الأساس لصرحهم الشعري، ومع ذلك، فإن توظيفهم الحكيم للغة العامية والتبجيل الذي لا يتزعزع للعالم الطبيعي هو ما ميزهم حقًا، مما يرفع أشعارهم إلى عالم العالمية حيث يجد الرجل العادي العزاء لغويًا وعاطفيًا.
يتبنى الشعراء الرومانسيون اللغة العامية للشعب، لكنهم يختارون الكلمات بعناية، وذلك لتبث كل كلمة مشاعر عميقة. تتشابك داخل صفحات ليريكال بالادز القصائد بين عوالم الطبيعة والخارقة للطبيعة، ولكل منها صدى مع مشاعر ذاتية قوية ومزينة بموضوعات الطبيعة التي تؤثر على الناس. تتخلل القصائد العديد من العناصر المتباينة، بما في ذلك ما هو خارق للطبيعة في قصيدة البحار العجوز (بالإنجليزية: The Rime of The Ancient Mariner)، وموضوع الموت في نحن سبعة (بالإنجليزية: We Are Seven) ولوسي غراي (بالإنجليزية: Lucy Gray)، على أية حال، يوجد في جميع القصائد شعور الانتماء للطبيعة. من الواضح أن الاستخدام المتعمد للمفردات التي كانت شائعة نسبياً في اللغة العامية كان مدروساً في نفس الوقت، وكان له تأثيراً كبيراً على القصائد، وما هو مؤكد أن جميع القصائد تتعامل مع الفرد وتُظهر التأثير الذي يمكن أن يحدثه الفرد.

## المحتوى

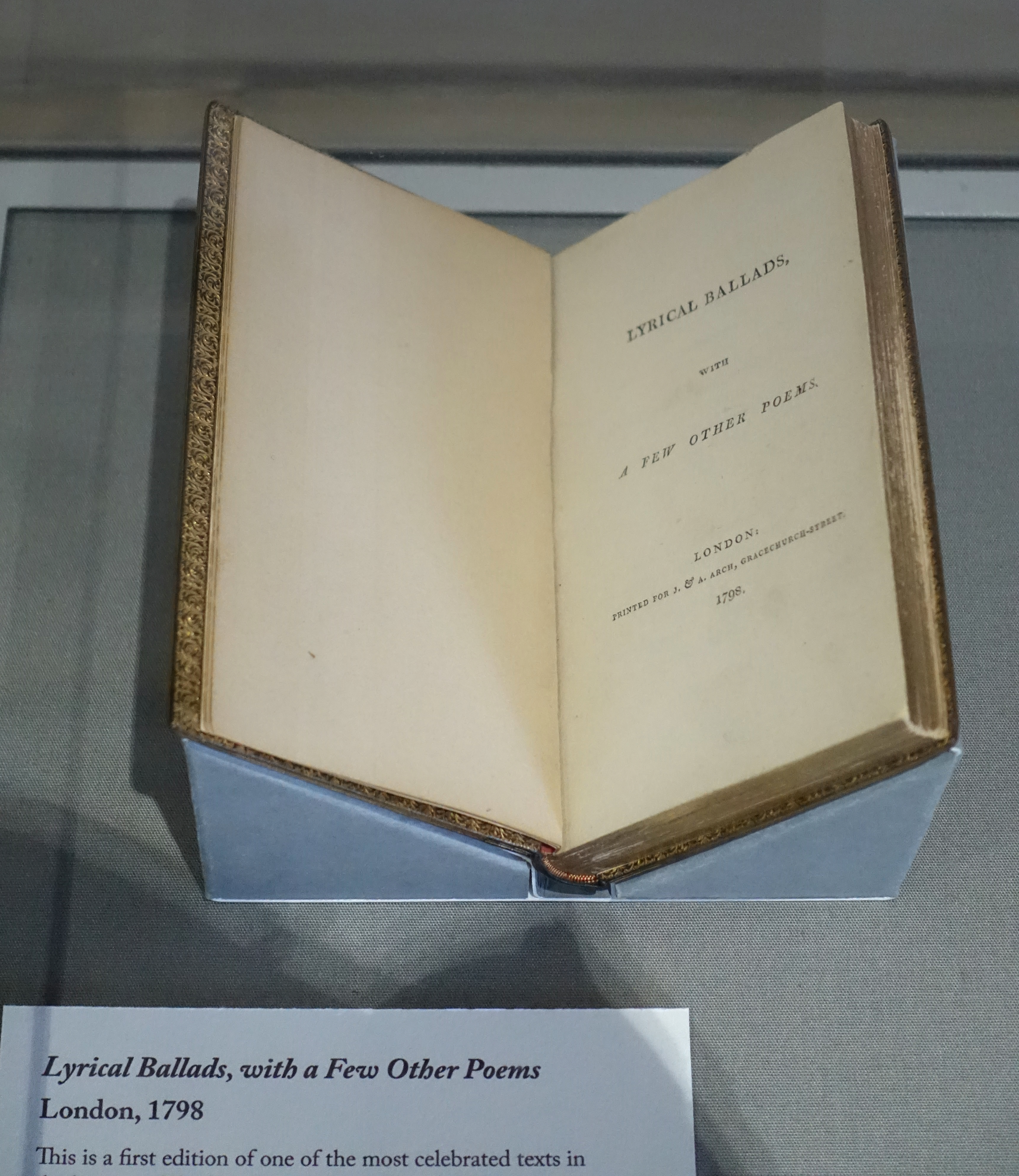
النسخة الأولى للقصائد سنة 1798، نسخة للكتاب معروضة في كوخ كوليردج، سَمَرْسِت.

شرع وردزورث وكولريدج في مسعى نبيل لإقامة ركائز ما اعتبروه نسيجًا راقيًا للشعر الإنجليزي في القرن الثامن عشر؛ وذلك لجعل الشعر في متناول الرجل العادي، من خلال استخدام أداة اللغة اليومية، تمثلت مهمتهم بإضفاء الطابع الديمقراطي على عالم الشعر. دافع هذان الشاعران عن الإيقاع النابض بالحياة للفقراء، تساعد هذه اللغة أيضاً في تأكيد عالمية المشاعر البشرية، وفي اختيارهم الدقيق للكلمات، كتبوا عنواناً مفعماً بأشكال فنية ريفية – فكلمة «غنائية» (Lyrical) تربط القصائد بالأشعار الريفية القديمة وتضفي جواً من العفوية، بينما «القصص» (Ballads) هي أسلوب شفهي لرواية القصص يستخدمها عامة الناس.
ضمن الحدود المقدسة لـ "الأغاني الغنائية"، يعد تجاور العوالم الطبيعية والخارقة للطبيعة بمثابة شهادة على رؤية الشعراء العميقة للحالة الإنسانية. هنا، وسط الصفحات، تتلاقى عناصر متباينة: تتشابك الهمسات الأثيرية للظواهر الخارقة للطبيعة في قصيدة البحار العجوز (بالإنجليزية: The Rime of The Ancient Mariner)، وموضوع الفناء في نحن سبعة (بالإنجليزية: We Are Seven) ولوسي غراي (بالإنجليزية: Lucy Gray)، ومع ذلك، وسط هذه المواضيع، يظهر خيط موحد، ألا وهو الرابطة الجوهرية بين الإنسانية والطبيعة. على الرغم من الاختيار المتعمد للمفردات العامية يبدو شائعًا، إلا أنه من خلال شعرهم، يتعمق هؤلاء الشعراء في متاهة النفس الفردية، ويستكشفون التأثير العميق الذي تمارسه كل روح على الوجود، وهكذا، في صفحات الليريكال بالادز، لا نجد مجرد شعر، بل شهادة دائمة على مرونة الروح الإنسانية وتواصلها الأبدي مع عالم الطبيعة.
في «الإعلان» المضمن في طبعة 1798، أوضح وردزوورث مذهبه الشعري:
تُعتبر غالبية القصائد ضمن هذا الديوان «تجارب». ينبع أصلها في المقام الأول من السعي للتأكد من مدى ملاءمة اللغة العامية التي تتحدث بها الطبقات المتوسطة والدنيا من المجتمع في إثارة البهجة الشعرية. 
كانت من وجهة نظره أن التحول المحوري في الأدب الحديث يكمن في تسليط الضوء على سكان الحياة الريفية المتواضعين. يجد المرء نفسه منسوجًا ضمن «القصص الغنائية» في موضوع العودة إلى الطبيعة البدائية، حيث عاشت الإنسانية في حالة من النقاء والبراءة المطلقة. اشترك وردزوورث في مبدأ جان جاك روسو الفلسفي، الذي يفترض بأن الإنسانية كانت جيدة في الأساس لكنها فاسدة بسبب تأثير المجتمع، قد يكون هذا مرتبطاً بالمشاعر التي اُنتُشِرَت في أوروبا قبل الثورة الفرنسية.

## قصائد الطبعة الأولى (1798)
تتجلى الخيوط الشعرية في الطبعة الأولى لعام 1798 مع تسعة عشر قصيدة صاغها ووردزوورث، بينما كتب كولريدج أربع قصائد مؤثرة:
- "قصيدة البحار العجوز" (كولريدج)
- "حكاية الأم المتبنية" (كولريدج)
- "العندليب، قصيدة محادثة" (كولريدج)
- "السجن" (كولريدج)

أما كتابة وردزوورث تمثلت بهذه القصائد:
- "سطور متروكة على مقعد في شجرة تيو بالقرب من بحيرة إستويت"
- "المتشردة الأنثوية"
- "غودي بليك وهاري جيل"
- "سيمون لي، الصياد القديم"
- "قصة للآباء"
- "نحن سبعة"
- "سطور مكتوبة في بداية الربيع"
- "الشوك"
- "آخر من القطيع"
- "الأم المجنونة"
- "الصبي الأبله"
- "سطور مكتوبة بالقرب من ريتشموند، على نهر التيمز، في المساء"
- "مناقشة ورد"
- "الجداول تتحول؛ منظر مسائي، على نفس الموضوع"
- "رجل عجوز يسافر"
- "شكوى امرأة هندية مهجورة"
- "المسجون"
- "سطور مكتوبة على بعد بضعة أميال فوق دير تينتيرن"

## قصائد الطبعة الثانية (1800)
القصائد التي كُتِبَ بعدها "(كولريدج)" كتبها كوليردج، جميع القصائد الأخرى كتبها وردزوورث.

### المجلد الأول
- "الاعتراض والرد"
- "انقلبت الطاولة؛ مشهد مسائي حول نفس الموضوع"
- "رجل عجوز يسافر؛ هدوء الحيوان واضمحلاله"
- "شكوى امرأة هندية مهجورة"
- "آخر القطيع"
- "خطوط متبقية على مقعد في شجرة الطقسوس التي تقع بالقرب من بحيرة إستوايت"
- "حكاية الأم الحاضنة" (كولريدج)
- "جودي بليك وهاري جيل"
- "الشوك"
- "نحن سبعة"
- "حكاية للآباء"
- "سطور كتبتها على مسافة قصيرة من منزلي وأرسلها ابني الصغير إلى الشخص الذي يوجهها إليه"
- "الأنثى المتشردة"
- "السجن" (كولريدج)
- "سيمون لي، الصياد القديم"
- "سطور مكتوبة في أوائل الربيع"
- "العندليب: قصيدة محادثة" (كولريدج)
- "السطور المكتوبة عند الإبحار في القارب في المساء"
- "مكتوبة بالقرب من ريتشموند، على نهر التيمز
- "الفتى الأحمق"
- "الحب" (كولريدج)
- "الأم المجنونة"
- "قصيدة البحار العجوز" (كوليردج)
- "سطور مكتوبة فوق دير تينترن"

### المجلد الثاني
- "ينبوع الأرنة، قصيدة محادثة"
- "كان هناك صبي"
- "الأخوة، قصيدة رعوية"
- "الين أروين، أو براز كيرتل"
- "غرائب العاطفة"
- "الأغنية"
- "هي سكنت بين الطرقات غير المعروفة"
- "سكنت روحي في نوم"
- "الشلال والإجلانتين"
- "البلوطة والزهرة الصفراء، قصيدة رعوية"
- "لوسي غراي"
- "الفتيان الرعاع"
- "يقال إن بعضهم مات من أجل الحب"
- "سوزان الفقيرة"
- "نقش للبقعة التي كان يقف فيها الصومعة على جزيرة هيربرت في ديرونت ووتر"
- "نقش للبيت (مبنى خارجي) على الجزيرة في غراسمير"
- "لحارس مقابر"
- "أندرو جونز"
- "اللصان الآخران، أو المرحلة الأخيرة من الطمع"
- "نفخة من خلف التل"
- "أغنية لليهودي المتجول"
- "روث"
- "سطور مكتوبة بواسطة قلم رصاص على حجر"
- "سطور مكتوبة على لوح في مدرسة"
- "صباحين من أبريل"
- "النافورة، قصيدة محادثة"
- "جمع البندق"
- "الحمل الصغير، قصيدة رعوية"
- "مكتوبة في ألمانيا في أحد أبرد الأيام في القرن"
- "الأب الذي ليس لديه أطفال"
- "الشيخوخة"
- "نقش للمكان"
- "مايكل، قصيدة رعوية"

أضاف ووردزوورث القصائد التي تشكل المجلد الثاني؛في طبعة عام 1800. كانت قصيدة "المسجون" (ووردزوورث) موجودة في الطبعة لعام 1798، لكن حذفها من طبعة عام 1800، واستبدلها بقصيدة "الحب" لكولريدج. توجد قصيدة "لويتي أو نشيد الحب الشركسي" (كولريدج) في بعض الطبعات لعام 1798 مكان قصيدة "المسجون"، وفي طبعة 1798، تشكل القصائد التي طُبعت لاحقًا باسم "أسطر مكتوبة عند الإبحار في قارب في المساء" و"أسطر مكتوبة بالقرب من ريتشموند، على نهر التيمز" قصيدة واحدة ألا وهي "أسطر مكتوبة بالقرب من ريتشموند، على نهر التايمز، في المساء".